# Christus in het huis van Martha en Maria (Vermeer)
Christus in het huis van Martha en Maria, ook genoemd Christus in het huis van Maria en Martha, is een schilderij van de Hollandse meester Johannes Vermeer (1632-1675).
Het beeldt een tafereel uit het Nieuwe Testament uit en is het enige bekende werk van Vermeer met een Bijbelse voorstelling. Het is met 158,5 x 141,5 cm het grootste overgeleverde werk van zijn hand. Ook de grauwe achtergrond is anders dan gebruikelijk bij de overgeleverde werken van Vermeer. Veel van zijn schilderijen tonen juist een helder verlichte ruimte. Het werk, dat omstreeks 1654-1655 geschilderd werd, behoort sinds 1927 tot de collectie van de National Gallery of Scotland in Edinburgh.

## Voorstelling
Het schilderij beeldt een scene uit van het Evangelie volgens Lucas (10:38-42). In dit verhaal verwijt Martha haar zuster Maria dat ze naar Jezus aan het luisteren is, terwijl zij druk aan het werk is. Vervolgens looft Jezus Maria om haar verlangen naar spirituele overdenkingen en vertelt hij Martha dat ook zij het geestelijke boven het materiële moet verkiezen. Vermeer geeft de situatie weer waarop Jezus Martha aanspreekt en tegelijkertijd naar Maria wijst. 
De afgebeelde scene was vanaf de tweede helft van de zestiende eeuw een populair motief in de Zuidelijke Nederlanden en in de Republiek der Zeven Verenigde Nederlanden. Het schilderij is gesigneerd, een handtekening die pas in 1901 aan Johannes Vermeer gekoppeld werd. Toen pas kwam men tot de conclusie dat het een werk van hem is.

## Eigenaren
Het is niet duidelijk wie dit schilderij voor 1880 in bezit had. Vermoed wordt dat het in 1829 als onderdeel van de collectie van John Hugh Smyth in de Brockley Hall hing onder de naam The Saviour with Martha en Mary. Omstreeks 1880 was het onderdeel van het bezit van de familie Abbot uit Bristol. Hierna werd het aan een antiquair verkocht. In 1884 werd het voor tien pond aan een particulier verkocht, niet veel later werd het teruggekocht voor dertien pond. Hierna werd het met twee schilderijen van Henry Raeburn door Arthur Leslie Colley gekocht voor 140 pond. In 1901 werd het schilderij door kunsthandel Forbes & Paterson aan William Allan Coats verkocht. Na zijn dood werd het in 1927 door de erfgenamen aan de National Gallery of Scotland geschonken.
Diana en haar nimfen · Christus in het huis van Martha en Maria · De koppelaarster · Slapend meisje · Brieflezend meisje bij het venster · Het straatje · De soldaat en het lachende meisje · Het melkmeisje · Het glas wijn · Dame en twee heren · Onderbreking van de muziek · Gezicht op Delft · De muziekles · Brieflezende vrouw in het blauw · Vrouw met weegschaal · Vrouw met waterkan · De luitspeelster · Vrouw met parelsnoer · Schrijvende vrouw in het geel · Meisje met de rode hoed · Meisje met de parel · Het concert · Allegorie op de schilderkunst · Meisjeskopje · Dame en dienstbode · De astronoom · De geograaf · De kantwerkster · De liefdesbrief · De gitaarspeelster · Schrijvende vrouw met dienstbode · Allegorie op het geloof · Staande virginaalspeelster · Zittende virginaalspeelster
Omstreden toeschrijvingen: Sint Praxedis · Zittende vrouw aan het virginaal · Meisje met de fluit